# Wagenheber

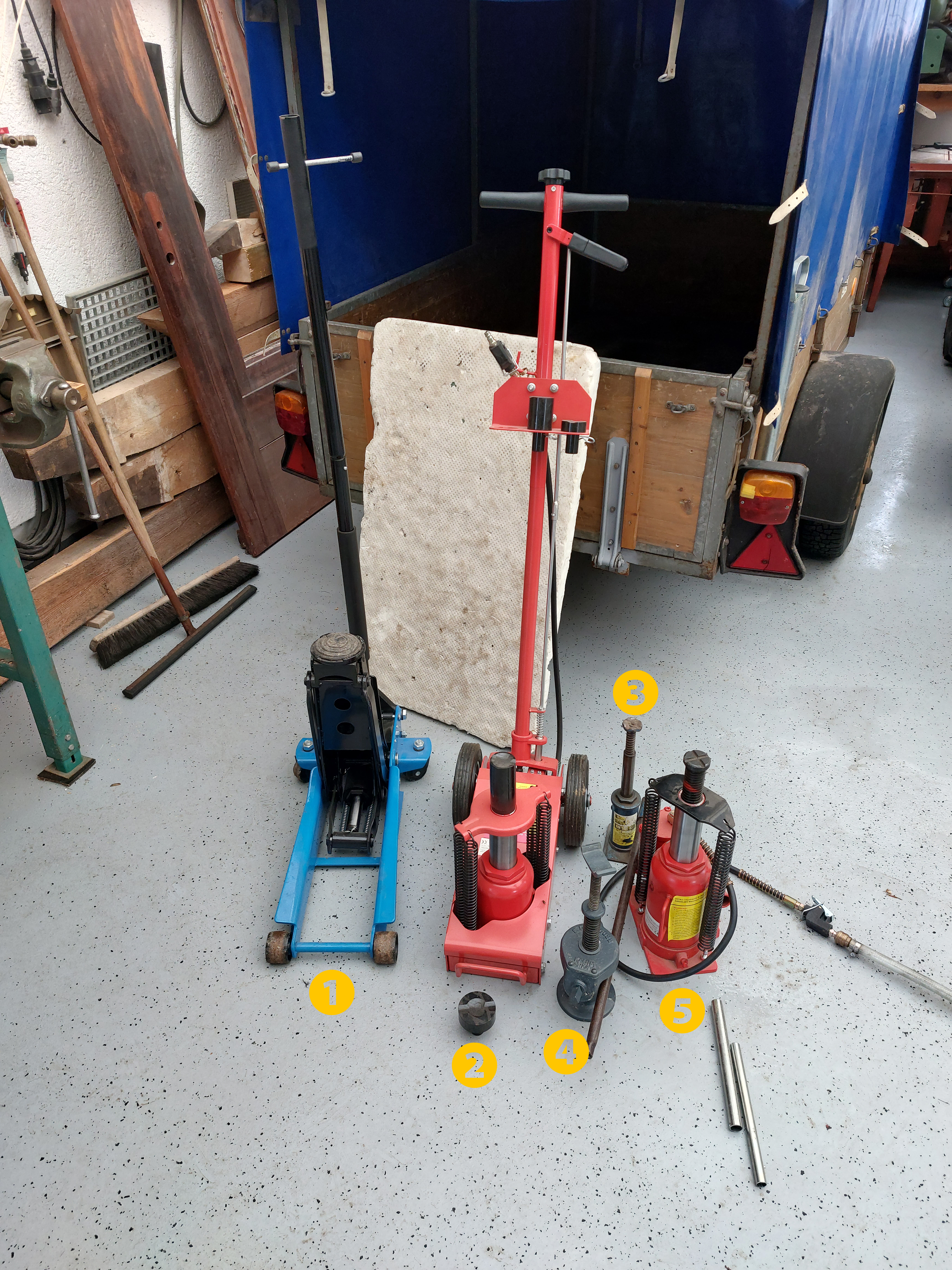
Verschiedene Wagenheber in ausgefahrenem Zustand (1 Rangierwagenheber; 2,3,5 hydraulische Stempelwagenheber, 4 Spindelwagenheber)

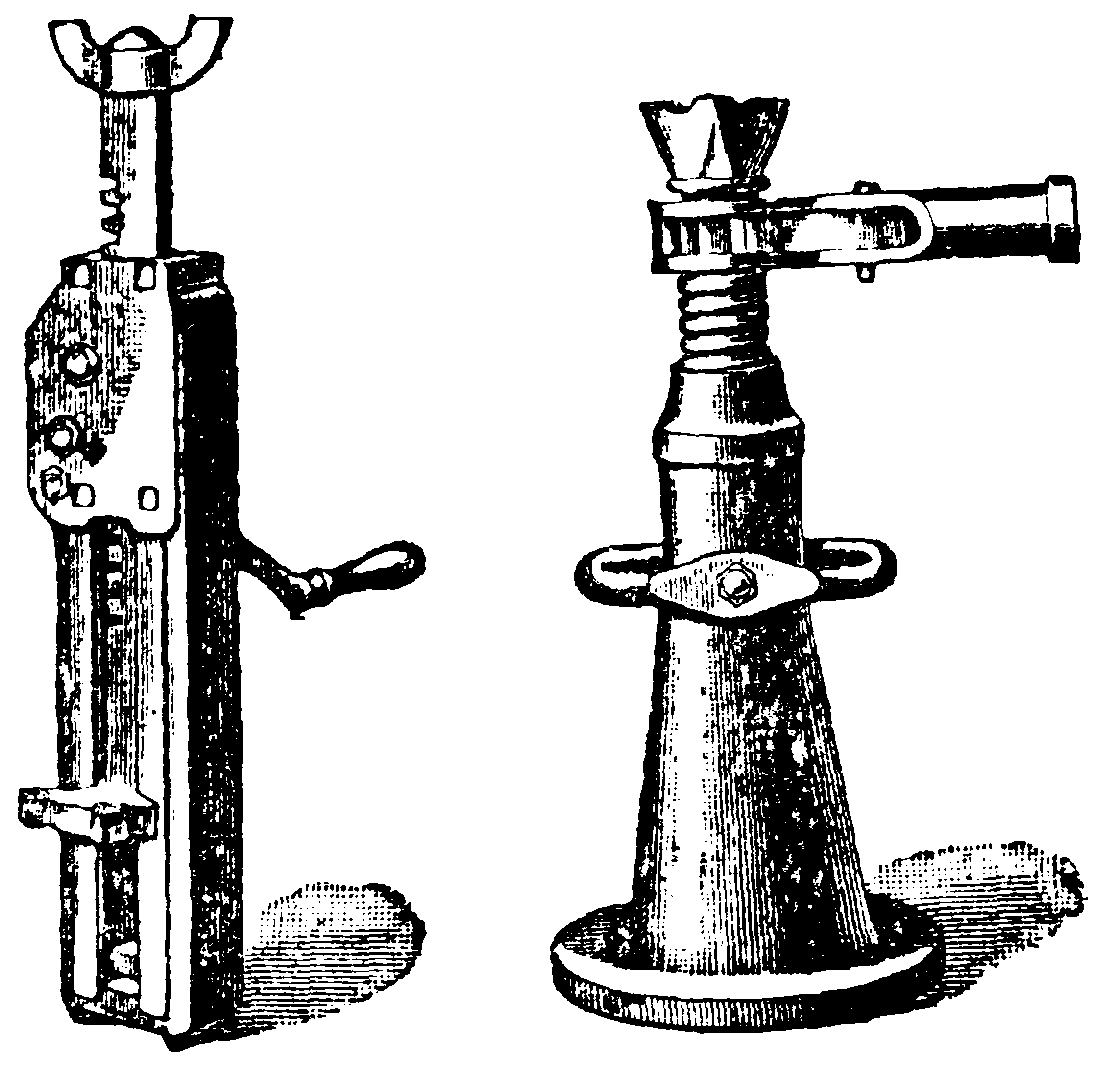
Historische Wagenheber

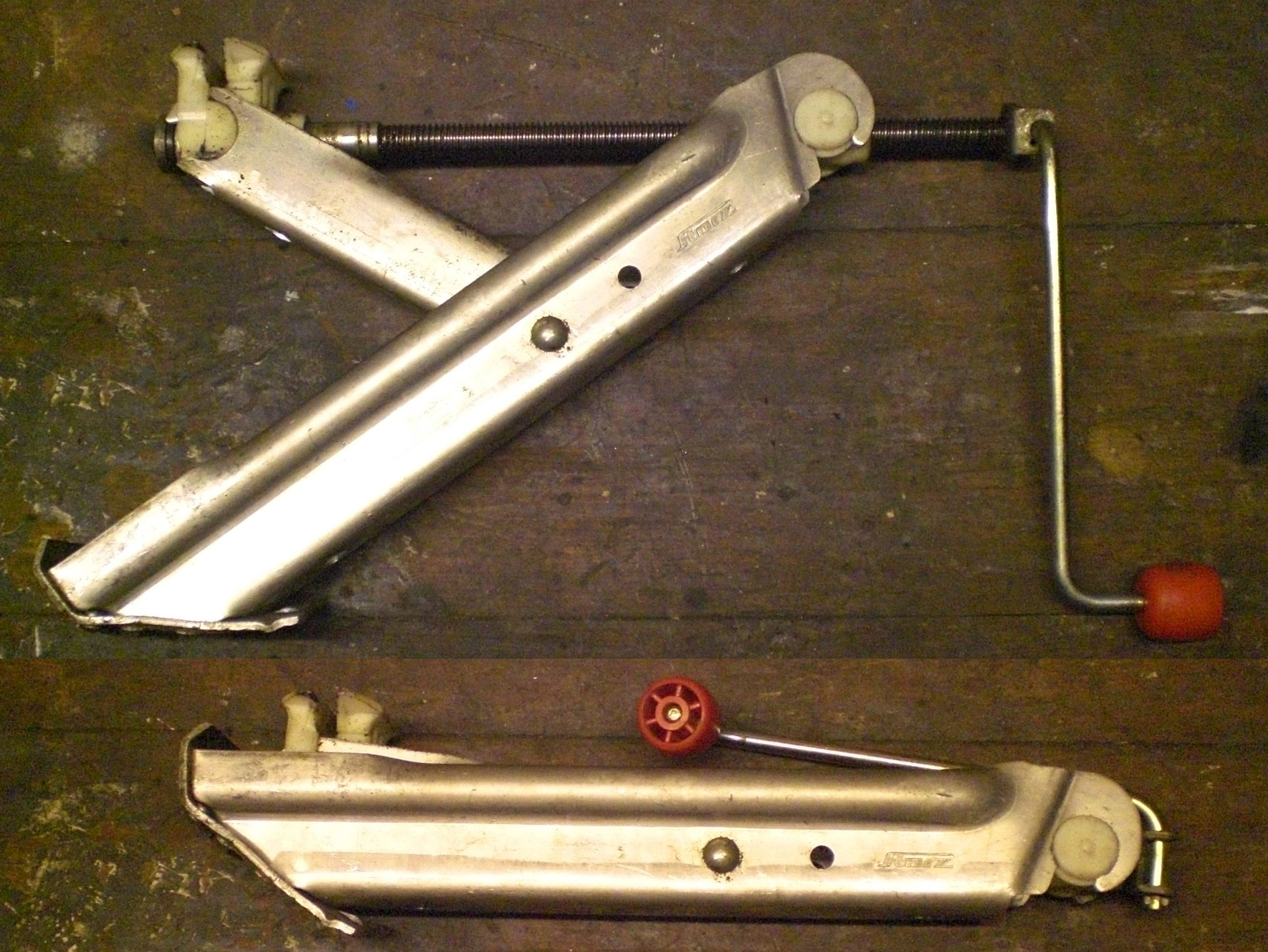
Bord-Wagenheber, oben: einsatzbereit (oben links: Aufnahme, unten links: Fuß, rechts: Kurbel). Unten: zusammengefaltet

Scherenwagenheber

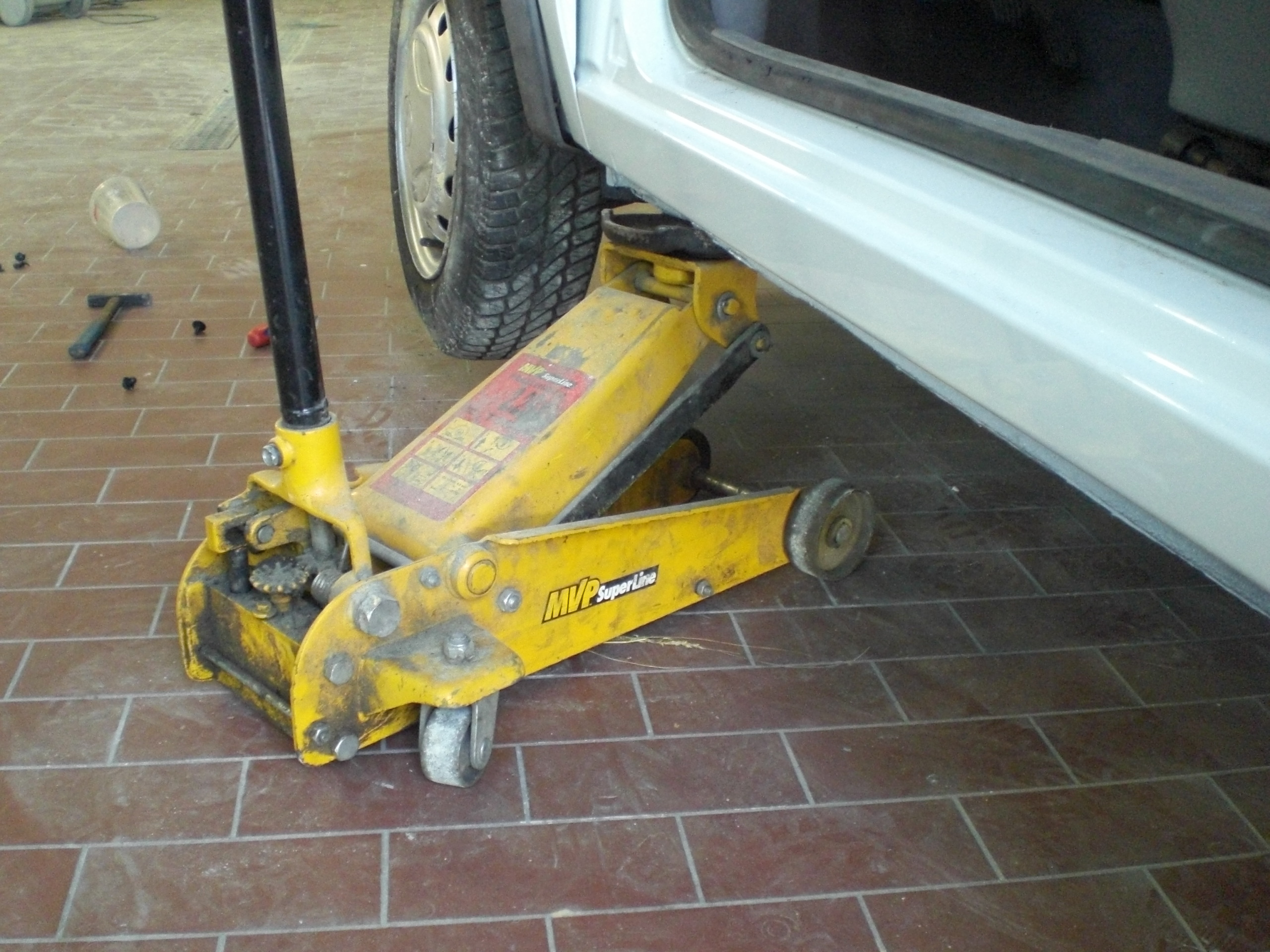
Rangierwagenheber

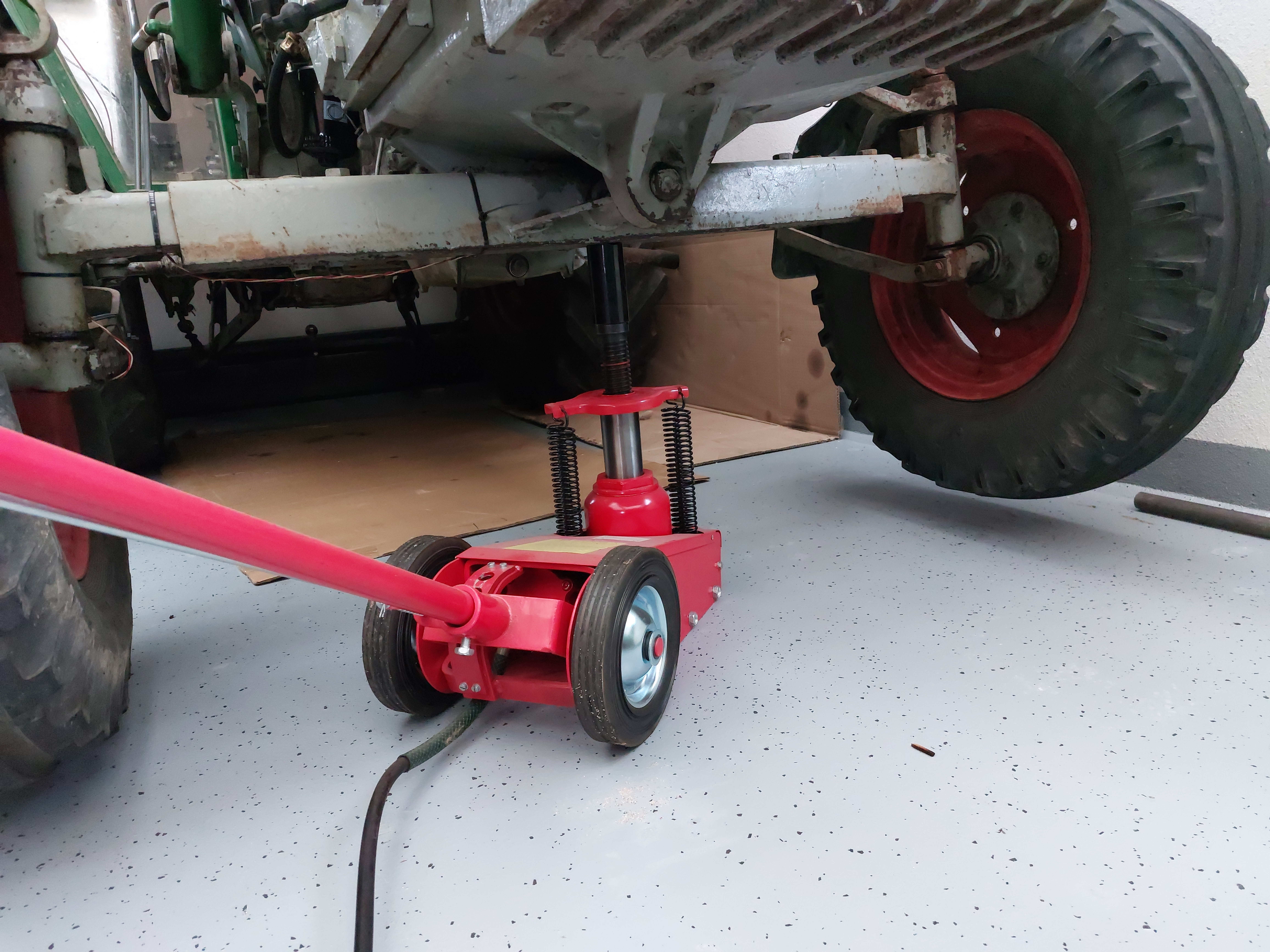
Anwendung eines fahrbaren, hydraulischen Stempelwagenhebers

Ein Wagenheber ist eine Maschine, die verwendet wird um ein Kraftfahrzeug anzuheben und damit die Zugänglichkeit für Reparaturen und Wartungen zu gewährleisten. Die häufigste Anwendung des Wagenhebers ist für den Wechsel der Räder (z. B. von Sommerreifen auf Winterreifen).
Wagenheber werden meist außerhalb von Werkstätten bei Reifenpannen eingesetzt, aber auch bei anderen Pannen, die ein Aufheben des Fahrzeuges auf geringe Höhe notwendig machen. In Werkstätten werden solche Tätigkeiten, wie Radwechsel, meist auf einer Hebebühne oder bei Arbeiten an der Unterseite des Fahrzeuges auch in einer Werkstattgrube ausgeführt.

## Ausführungsformen

### Klassische Ausführungen
- hydraulischer Stempelwagenheber
- Rangierwagenheber
- Scherenwagenheber (Kniehebel-Mechanismus, meist mit integrierter Spindelwinde)
- Spindelwagenheber

### Sonderbauformen
- Hydraulikheber
- Luftkissen-Wagenheber („Ballonwagenheber“)
- Rollhebelwagenheber (Beschreibung s. u.)

### Berge- und Hebezeuge
- Zahnstangenwinde
- Spindelwinde
- High-Lift-Jack (Fahrzeugbergung)

## Benutzung
Bei Arbeiten, bei denen sich eine Person selbst unter das mittels Wagenheber angehobene Fahrzeug begeben muss, ist es notwendig, dieses zusätzlich wegen der Unfallgefahr mit einem Unterstellbock zu sichern.
Die Punkte eines Fahrzeuges, an denen es mit Wagenheber oder Hebebühne angehoben werden darf, sind üblicherweise im Handbuch des Fahrzeugherstellers beschrieben. Bei selbsttragenden Karosserien sind diese Punkte überwiegend am Schweller unter der A- und C-Säule. Rahmentragende Fahrzeuge werden hingegen am Rahmen und keinesfalls an der Karosserie angehoben. Vereinzelt gibt es bei Transportern verstärkte Querlenker mit Wagenheberaufnahme. Querlenker, die dafür nicht vorgesehen sind, dürfen jedoch niemals zum Heben des Fahrzeugs benutzt werden.

## Motorsport
In der Formel 1 werden beim Boxenstopp für den Reifenwechsel an der Vorder- und Hinterachse spezielle Heber (Rollhebelwagenheber) eingesetzt, die Reifenwechselzeiten von zwei Sekunden unterstützen. Diese Heber sind individuell für ein spezielles Fahrzeug angefertigt, besitzen aber in der Formel 1 grundsätzlich das gleiche mechanische Prinzip. Es ist vergleichbar mit dem Prinzip einer Sackkarre. Die Auflagefläche ist dabei für das beschädigungsfreie Anheben des Fahrzeugs ausgelegt. Die Achsen des Hebers sind entsprechend der erforderlichen Kraftaufnahme ausgelegt. Die Lager und Rollen sind für den Schwerlastbereich geeignet. Der Rollwagenheber ist mit einem langen Hebelarm ausgestattet, um das schnelle, einfache Anheben des Fahrzeugs zu ermöglichen. Für den Einsatz an der Hinterachse ist der Hilfsrahmen des Getriebes der Aufnahmepunkt des Wagenhebers. Der Heber muss zentral zwischen den Reifen an der Achse angesetzt werden und darf keine Teile am Unterboden beschädigen.
Muss der Frontflügel und mit diesem die Fahrzeugnase gewechselt werden, bleibt nichts anderes übrig, als die Nase per Hand anzuheben, damit das Fahrzeug weiter hinten abgestützt werden kann (der Wagenheber blockiert den Auswechselvorgang).
Tourenwagen und DTM-Autos haben vielfach Druckluftstempel im Fahrzeugboden eingebaut, die das Auto durch extern angeschlossenen Druck anheben. In NASCAR-Rennen werden „normale“ Wagenheber verwendet, ähnlich wie sie auch in allen Werkstätten vorkommen. Hier reicht es meist die Räder einer Seite auszuwechseln; diese Heber werden an einer Seite angesetzt.

## Rechtslage
In Deutschland gibt es keine Pflicht, einen Wagenheber im Kraftfahrzeug mitzuführen.
Europaweit unterliegen Wagenheber der Richtlinie 2006/42/EG (Maschinenrichtlinie).